# Shōkō Asahara
Shōkō Asahara  (麻原 彰晃?, Asahara Shōkō), pseudonimo di Chizuo Matsumoto (松本 智津夫?, Matsumoto Chizuo; Yatsushiro, 2 marzo 1955 – Tokyo, 6 luglio 2018), è stato un criminale giapponese, uno dei fondatori del controverso nuovo movimento religioso giapponese Aum Shinrikyō.
Nel febbraio 2004 Asahara è stato riconosciuto colpevole di essere stato la mente organizzatrice e il mandante dell'attentato alla metropolitana di Tokyo del 1995 e di molti altri crimini, tra i quali l'assassinio nel 1989 dell'avvocato Tsutsumi Sakamoto, della moglie e del figlio di un anno, provocato dalle indagini che il legale stava effettuando sulla setta Aum Shinrikyō (rischiando di causarle grave danno economico così come era precedentemente successo alla Chiesa dell'unificazione) ed è stato condannato a morte per impiccagione. Il suo team legale fece ricorso contro la sentenza, ma l'appello fu rifiutato. La condanna di Asahara è stata eseguita nel 2018.

## Biografia

### I primi anni
Asahara nacque in una grande famiglia di umili condizioni che si dedicava alla produzione di tatami nella Prefettura di Kumamoto. Dalla nascita sviluppò un glaucoma infantile che gli fece perdere completamente la vista dall'occhio sinistro e lo rese parzialmente cieco anche dell'occhio destro sin dalla gioventù, motivo per cui frequentò una scuola apposita per ciechi. Asahara a scuola divenne noto come un bullo perché picchiava spesso i compagni ed estorceva loro denaro.
Dopo il diploma nel 1977 si dedicò allo studio dell'agopuntura e della medicina tradizionale cinese, una carriera comune per i ciechi in Giappone. L'anno successivo si sposò e divenne poi padre di 12 figli, il maggiore dei quali nacque nel 1978. Nel 1981 Asahara venne condannato a 180.000 yen (900 dollari dell'epoca) di multa   per aver lavorato come farmacista senza e per la vendita di droghe illegali.
Asahara sviluppò così un interesse per la religione. Si dedicò nel tempo libero allo studio di vari concetti religiosi, dall'astrologia cinese al taoismo. Successivamente Asahara si dedicò alla pratica dell'esoterismo, allo yoga, alla meditazione, al buddismo esoterico e al cristianesimo esoterico.

### L'attività religiosa
Una volta rientrato da un viaggio in Tibet, nel 1987 fondò l'Aum Shinrikyō ("verità suprema"), un movimento di stampo religioso. Il movimento, dopo qualche resistenza iniziale, venne infine riconosciuto ufficialmente dal governo giapponese, ottenendo così anche l'esenzione fiscale e la possibilità di accollarvi un movimento monastico di modo da poter accogliere degli adepti.
La dottrina dell'Aum Shinrikyō era basata sulle scritture Vajrayana, sulla Bibbia e su altri testi religiosi. Nel 1992 Asahara pubblicò Dichiarandomi il Cristo, testo nel quale si autoproclamava il Cristo, identificandosi con l'"Agnello di Dio". La missione che egli stesso si proponeva era quella di prendere su di sé i peccati dell'umanità, pretendendo anche di poter estendere i propri poteri spirituali ai suoi seguaci. Tendeva inoltre a vedere oscure cospirazioni ovunque, portate avanti ora dagli ebrei, ora dai massoni, ora dagli olandesi e persino dalla famiglia reale britannica oltre che ovviamente dalle altre religioni a lui rivali in Giappone. Delineò anche una teoria dell'ultimo giorno che includeva lo scoppio della terza guerra mondiale che sarebbe poi culminata con lo scoppio dell'"Armageddon" nucleare come descritto nell'Apocalisse di Giovanni.
Asahara stesso spesso si trovò ad invocare o a predicare la necessità di un Armageddon per la "salvezza dell'umanità". Questo fatto portò ad una serie di veri e propri attacchi terroristici spesso portati avanti in tutto il paese da seguaci di questa organizzazione. A questo punto diverse persone iniziarono ad intravedere il fanatismo delle predicazioni dell'Aum Shinrikyo, pur ottenendo ad ogni modo ben poca attenzione da parte della stampa.

### La strage
Nel 1990 Shōkō Asahara si candidò alle elezioni parlamentari. A seguito delle investigazioni sull'attentato del marzo 1995, si scoprì che il gas nervino sarin era già stato utilizzato da appartenenti al gruppo in un attentato a Matsumoto nel giugno 1994, che aveva provocato sette morti. Un articolo del New York Times del 1998 riferì che il gruppo tentò anche diversi attentati con armi biologiche, che però fallirono. Dopo accurate indagini, Asahara venne infine arrestato e imprigionato.

### Accuse, processo e morte
Subito dopo il suo arresto, Shōkō Asahara venne accusato di 27 capi d'accusa e di omicidio in 13 casi separati. Secondo l'accusa fu proprio Asahara a dare l'ordine di perpetrare l'attacco alla metropolitana di Tokyo con l'intento di "rovesciare il governo e installarsi come imperatore del Giappone". Diversi anni dopo, la stessa accusa formulò anche l'ipotesi che gli attacchi fossero condotti in maniera apparentemente slegata da loro per allontanare l'attenzione della polizia dall'organizzazione dell'Aum. L'accusa inoltre riversò ad Asahara le colpe dell'Incidente di Matsumoto e dell'assassinio della famiglia Sakamoto. Secondo la difesa di Asahara, tali stragi avvennero senza che Asahara ne fosse a conoscenza, da parte di un gruppo di estremisti che dicevano di professarsi come membri dell'associazione, ma che con essa nulla avevano a che vedere.
Il processo, definito "il processo del secolo" dai media giapponesi, portò anche alle dimissioni di Asahara dalla sua carica di presidente dell'Aum Shinrikyō per impedire che l'organizzazione venisse forzosamente sciolta dal governo. Nel corso dei processi, diversi discepoli testimoniarono contro lo stesso Asahara, ed egli venne ritenuto direttamente responsabile di 13 dei 17 capi d'accusa finali. Il 27 febbraio 2004 venne condannato a morte per impiccagione. La difesa si appellò alla sentenza di Asahara richiedendo per lui il riconoscimento dell'insanità mentale, richiedendo esami psichiatrici. Nel corso di questi esami, Asahara non proferì mai parola, sebbene fosse stato rilevato essere in grado di comunicare perfettamente coi suoi carcerieri e da qui si dedusse che Asahara stesse mantenendo il silenzio per sua precisa volontà.
Dopo una serie di dibattiti, nel giugno del 2012 l'esecuzione di Asahara venne rimandata ulteriormente a causa dell'arresto di altri membri fuggitivi dell'Aum Shinrikyō. Asahara venne giustiziato per impiccagione il 6 luglio 2018 nel carcere di Tokyo all'età di 63 anni, 23 anni dopo i crimini della metropolitana di Tokyo, assieme ad altri sei membri del suo culto. I parenti delle vittime si sono detti soddisfatti del verdetto finale e dell'esecuzione.

## Nella cultura di massa
- Shoko Asahara è il titolo di una canzone degli Acid Folk Alleanza contenuta nell’album Nomade psichico uscito nel 1996.
- Asahara appare sullo sfondo del saggio/inchiesta Underground di Haruki Murakami.